# Mount Lewis
Mount Lewis är ett berg i Antarktis. Det ligger i Östantarktis. Nya Zeeland gör anspråk på området. Toppen på Mount Lewis är 858 meter över havet.
Terrängen runt Mount Lewis är varierad. Trakten är obefolkad. Det finns inga samhällen i närheten. 